# 晴野未子
晴野 未子（はるの みこ、1992年2月5日 - ）は、日本の女優、歴史タレントである。高知県高知市出身。愛称は「みこみこ」、「みこくま」。

## 略歴
- 高知県にて2人兄弟の末っ子として生まれる（兄がいる）。
- 2012年、前事務所に所属し、撮影会やイベント等を中心に活動する。
- 2015年9月1日より芸能事務所アヴィラに所属。
- 2023年12月31日、同年8月をもってアヴィラを退所し、芸能活動から引退していたことを自身のX（旧Twitter）にて報告。[2]

## 人物・エピソード
- 事務所公式プロフィール[3]によると、身長162cm、足のサイズは22.5cm
- 好きな食べ物は納豆、空芯菜、焼肉、ペペロンチーノ。
- クマが好きであり、ツイッターやブログにはたびたびクマのぬいぐるみが登場する（コリラックマ、シュタイフなど）
- 趣味は幕末、戦国、城めぐり、映画鑑賞など。
- 特技は、なぞかけ、電卓の早打ちなど。
- 自身のブログによると城好きであり、日本100名城スタンプラリーに挑戦中である。
- 税理士試験の科目合格者（財務諸表論）、その他にも日商簿記検定1級などを取得している。
- 自身のブログによると、映画監督の園子温が大好きで長年ボランティアエキストラに通いつめ、2015年放送の「みんな!エスパーだよ! 番外編〜エスパー、都へ行く〜」で念願であった園子温作品に風俗嬢・メイ役で出演。
- 井口昇のワクワク映画塾（俳優コース）の第1期生。

## 交友関係
- 「変態団」、「鼻目玉幸太郎の恋!」で共演をし、井口昇のワクワク映画塾塾生で、女優の衣緒菜と親交があり姉と慕っている。

## 出演

### テレビ
- 連続ドラマW 罪人の嘘（2014年、WOWOW）
- みんな!エスパーだよ!番外編〜エスパー、都へ行く〜（2015年4月3日、テレビ東京） - メイ 役
- グランハイツ★ピーポー 〜2月13日の夜に〜（2016年2月13日、スカパー!） - 久美子 役
- 総合診療医ドクターG（2016年6月2日、NHK） - 佐倉明子 役
- 真夜中のおバカ騒ぎ!（2016年8月、TOKYO MX）

### 映画
- ヒミツキチ(2012年）- チコ 役
- 変態団(2014年） - ヒロイン 佐倉莉子 役
- アンチテーゼの涙(2014年） - 笹本加奈子 役
- あらうんど四万十 ―カールニカーラン―[4]（2015年） - 浅田晶子（高校時代） 役
- 籠に降る雨(2015年） - 血まみれの女 役
- 鼻目玉幸太郎の恋!（2015年） - チサ 役
- ラブ&ピース(2015年）
- 新宿スワン（2015年） - キャバクラ嬢 役
- リアル鬼ごっこ（2015年） - キャバクラ嬢 役
- キネマ純情（2016年） - 池永萌 役
- 牙狼〈GARO〉 神ノ牙-KAMINOKIBA-（2018年） - 娼婦 役

### 舞台
- ユーキース・エンタテインメント番外公演　番外たいっっ!!「傘をさして嘘をつく」（2014年7月16日 - 22日、新井薬師・SPECIAL COLORS） - 中村ゆり 役
- セブンスキャッスル「WAR→P 〜神託の花嫁と夜明けの鍵〜」（2014年11月14日 - 24日、東十条・スタジオアッサンブラージュ） - ミラフェア 役
- アリスインプロジェクト「セブンフレンズ セブンミニッツ[5]」（2014年12月17日 - 21日、新馬場・六行会ホール） - 時組 嘉山杏奈 役
- ユーキース・エンタテインメント番外公演　番外ばいっっ!!「繋ぐ」（2015年1月10日 - 31日、人形町・Base KOM） - Bチーム ヒロイン 柏木ミサト 役
- ユーキース・エンタテインメント第15回プロデュース公演「あしたのおもひで」（2015年2月27日、西新宿・新宿村LIVE） - 日替りゲスト
- KAZAWA☆「ぱぴよん」（2015年4月2日 - 8日、浅草リトルシアター） - 蝶 役
- ユーキース・エンタテインメント第16回プロデュース公演「たりない写真、歌えなかった唄のために。」（2015年5月9日 - 10日、千本桜ホール） - 名取澪 役
- 第三回園田英樹演劇祭「ロマンス」（2015年7月10日 - 16日、戸野廣浩司記念劇場） - マリー 役
- 第三回園田英樹演劇祭「谷中コメディーショー」（2015年7月10日 - 16日） - 全編即興芝居
- ユーキース・エンタテインメント第17回プロデュース公演「ホタル〜舞姫ストリーム〜」（2015年8月5日 - 9日、戸野廣浩司記念劇場） - サクラ 役
- ユーキース・エンタテインメント レストラン公演「姦しく嬲る」-第1話：女 役 / 第3話：セリヌンティウス 役
- ユーキース・エンタテインメント第18回プロデュース公演 ミュージカル「バックホーム」（2015年9月29日 - 10月4日） - A公演：矢舞田彩子 役 / B公演：細田 役
- 即興パフォーマンスチームOvOb旗揚げ公演（2015年10月10日・17日） - ゲスト出演
- 「傘をさして嘘をつく」（2015年5月、スタジオユーキース） - 中村ゆり 役（再演）
- Deal productionプロデュース公演「Dear Kir」（2016年6月15日 - 19日、シアターモリエール） - 菊川舞 役 / カボス 役（2役）
- 第4回園田英樹演劇祭「新宿コメディーショー」（全編即興劇）